# 로이드 노블 센터
로이드 노블 센터(영어: Lloyd Noble Center)은 미국 오클라호마주 노먼에 위치한 실내 경기장이다. 2005년 허리케인 카트리나로 인해 NBA 뉴올리언스/오클라호마시티 호니츠의 임시 홈경기장으로 사용했다.